# Ba Nam (xã)
Ba Nam là một xã thuộc huyện Ba Tơ, tỉnh Quảng Ngãi, Việt Nam.